# Daniel Reitemeyer
Daniel Reitemeyer (* 22. November 1971) ist ein ehemaliger deutscher Volleyballspieler und jetziger -trainer.
Daniel Reitemeyer spielte in seiner Jugend Volleyball beim SV Lohhof und später im Volleyball-Internat Frankfurt-Hoechst. 1990 ging der Zuspieler zum Bundesligisten TSV Bayer Leverkusen, dessen Männermannschaft mit Spielertrainer Lee Hee-wan sich ein Jahr später dem SV Bayer Wuppertal anschloss. Hier wurde Daniel Reitemeyer an der Seite von Wolfgang Kuck in den Jahren 1994 und 1997 Deutscher Meister und gewann 1995 den DVV-Pokal. In den Ranglisten des deutschen Volleyballs belegte Daniel Reitemeyer von 1996 bis 1998 Spitzenplätze in der Kategorie „Zuspiel“. 2000 wechselte er zum VC Bottrop 90, später zum TSV Bayer Dormagen und 2005 zur TSG Solingen, bei der er 2007 seine aktive Karriere in der Regionalliga beendete.
Seit 2007 ist Daniel Reitemeyer Volleyballtrainer, zunächst in der Regionalliga West beim SV Bayer Wuppertal II und seit 2008 bei der SG Düsseldorf/Ratingen, mit der ihm 2011 der Aufstieg in die Regionalliga West und 2012 die Qualifikation für die neugeschaffene Dritte Liga West gelang.